# Велика Берта

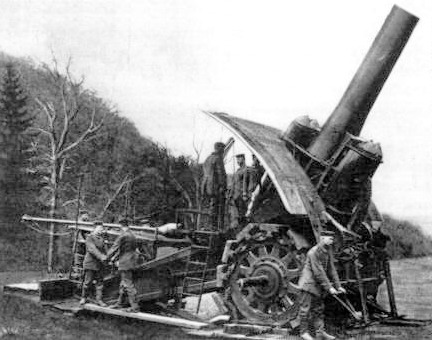
«Велика Берта»

Велика Берта (нім. Dicke Bertha — товста Берта) — популярна назва однієї із гармат моделі L/12, які використовувала Німеччина в Першій світовій війні.
Походження назви невідоме. Існує непідтверджена документально версія, що свою назву гармата отримала на честь тогочасної власниці концерну «Крупп» — Берти Крупп.
«Берта» була розроблена в 1904 році і побудована на заводах «Круппа» в 1914. Сталь стволів була легована цирконієм.
Її калібр становив 420 мм, вага снарядів досягала 820 кг, а дальність пострілів — 15 км.
Усього було побудовано чотири такі гармати, усі вони брали участь у знаменитій Верденській битві 1 липня 1916 року (понад мільйон убитих і поранених).
- Вага: 42,6 тонни
- Калібр: 420 мм
- Снаряд: 820 кг
- Далекобійність: 15 км